# حمارة (حديبو)

تعديل مصدري - تعديل

حمارة إحدى قرى مديرية حديبو التابعة لمحافظة سقطرى، بلغ تعداد سكانها 22 نسمة حسب تعداد اليمن لعام 2004.